# Vezot
Vezot é uma comuna francesa na região administrativa do País do Loire, no departamento de Sarthe. Estende-se por uma área de 6.3 km². Em 2010 a comuna tinha 77 habitantes (densidade: 12,2 hab./km²).